# أنطوني فان ليفينهوك
أنطوني فيليبس فان ليفينهوك (بالهولندية: Anton van Leeuwenhoek)(24 أكتوبر 1632 – 26 أغسطس 1723)، عالم أحياء دقيقة هولندي نشط خلال العصر الذهبي للعلوم والتكنولوجيا الهولندية. كان رجلًا علميًا عصاميًا إلى حد كبير، ويُعرف عمومًا بـ "أب علم الأحياء الدقيقة" وواحدًا من أوائل المجهريين وعلماء الأحياء الدقيقة. يشتهر فان ليفينهوك بعمله الرائد في علم المجاهر ومساهماته في تأسيس علم الأحياء الدقيقة كعلم مستقل.  
نشأ فان ليفينهوك في دلفت، جمهورية هولندا، وعمل في شبابه كتاجر أقمشة، حيث أسس متجره الخاص عام 1654. اشتهر لاحقًا في السياسة البلدية، كما طور اهتمامًا بصناعة العدسات. في سبعينيات القرن السابع عشر، بدأ في استكشاف الحياة الميكروبية باستخدام مجهره.  
كان فان ليفينهوك أول من رصد الكائنات الدقيقة باستخدام مجاهر ذات عدسة واحدة من تصميمه وصنعه وأجرى تجارب عليها، حيث أطلق عليها في البداية أسماء مثل dierkens وdietgens وdiertjes (وهي تعني "حيوانات صغيرة" بالهولندية). كان أيضًا أول من حدد حجمها نسبيًا. تُعرف معظم "الكائنات الحية الدقيقة" التي رصدها الآن بأنها كائنات أحادية الخلية، رغم أنه لاحظ أيضًا كائنات متعددة الخلايا في مياه البرك. كما كان أول من وثّق ملاحظات مجهرية لألياف العضلات، والبكتيريا، والحيوانات المنوية، وخلايا الدم الحمراء، والبلورات في مرض النقرس، ومن أوائل من رأوا تدفق الدم في الشعيرات الدموية. وعلى الرغم من أنه لم يؤلف أي كتب، فقد وصف اكتشافاته في رسائل غير منظمة إلى الجمعية الملكية، التي نشرت العديد من رسائله في المداولات الفلسفية.

## حياته
وُلد أنطوني فان ليفينهوك في مدينة دلفت بجمهورية هولندا في 24 أكتوبر 1632، وتم تعميده في 4 نوفمبر باسم "ثونيس". كان والده فيليبس أنطونيسز فان ليفينهوك يعمل في صناعة السلال، لكنه توفي عندما كان أنطوني في الخامسة من عمره. أما والدته، مارجريثا (بيل فان دن بيرخ)، فقد جاءت من عائلة ثرية تعمل في مجال صناعة الجعة. وتزوجت بعد وفاة زوجها من الرسام يعقوب يانز مولين، وانتقلت العائلة إلى وارموند [الإنجليزية]حوالي عام 1640. كان لأنطوني أربع شقيقات أكبر منه، هن: مارجريت، جيرترويت، نيلتي، وكاثرينا. وعندما بلغ العاشرة من عمره، توفي زوج والدته أيضًا، مما دفعه للانتقال إلى بينتويزن [الإنجليزية] ليعيش مع عمه الذي كان يعمل محاميًا.
في سن السادسة عشرة، بدأ فان ليفينهوك العمل كمتدرب في متجر أقمشة يقع في شارع وارموسسترات بأمستردام، وكان مملوكًا لرجل يُدعى ويليام ديفيدسون. ظل في هذا العمل لمدة ست سنوات قبل أن يتركه.
تزوج فان ليفينهوك من باربرا دي ماي في دلفت في يوليو 1654، وأنجب منها ابنة واحدة تدعى ماريا، بينما فقد أربعة أطفال آخرين في سن الرضاعة. عاش بقية حياته في هيبوليتوسبورت، في منزل اشتراه عام 1655، حيث افتتح متجرًا لبيع الأقمشة، يبيع فيه الكتان والخيوط والأشرطة للخياطين والخياطات. ومع مرور الوقت، ازدادت مكانته في دلفت، وفي عام 1660 حصل على وظيفة مرموقة كمسؤول في قاعة المدينة، وهو منصب احتفظ به لما يقرب من 40 عامًا. تضمنت مسؤولياته الإشراف على صيانة المبنى، والتدفئة، والتنظيف، وفتح القاعة للاجتماعات، وتقديم الخدمات للمجتمعين، والحفاظ على سرية المناقشات.
في عام 1669، تم تعيينه مسّاحًا للأراضي من قبل محكمة هولندا، ثم تولى لاحقًا منصبًا بلديًا إضافيًا، حيث أصبح "مُقيّم النبيذ" الرسمي لدلفت، مسؤولًا عن مراقبة واردات المدينة من النبيذ وضرائبها. توفيت زوجته الأولى عام 1666، ثم تزوج مرة أخرى عام 1671 من كورنيليا سوالميوس، لكنه لم يُرزق بأطفال منها.
عاصر فان ليفينهوك الرسام الشهير يوهانس فيرمير، الذي ولد في دلفت وتم تعميده بعده بأربعة أيام فقط. يُعتقد أن فان ليفينهوك قد يكون الشخص المرسوم في لوحتي عالم الفلك والجغرافي، اللتين رسمهما فيرمير في أواخر ستينيات القرن السابع عشر، إلا أن بعض الباحثين يرون أنه لا يوجد تشابه واضح بينهما. وباعتبارهما شخصيتين بارزتين في مدينة لم يكن عدد سكانها يتجاوز 24,000 نسمة، وكانا يعيشان بالقرب من السوق الرئيسي، فمن المرجح أنهما كانا يعرفان بعضهما البعض. وعندما توفي فيرمير عام 1675، تولى فان ليفينهوك تنفيذ وصيته القانونية.
كان فان ليفينهوك من أتباع الكنيسة الإصلاحية الهولندية واعتنق الفكر الكالفيني. وكما هو الحال مع عالم الأحياء جان سواميردام، كان يرى في مخلوقات الله، صغيرة كانت أم كبيرة، دليلًا على عظمة الخلق، واعتبر أن اكتشافاته العلمية ما هي إلا إثبات إضافي لروعة إبداع الله في الكون.

## اكتشاف الميكروب
أما سبب اكتشافه للميكروب فلأنه كان هاوياً للنظر في الميكروسكوب ولم يكن من السهل في هذا الوقت شرائه من المحالات العامة، ولذلك قام بتركيب ميكروسكوب لاستعماله الخاص. ولم يتعلم صناعة العدسات ولا فن جلاء الزجاج تمهيداً لصناعة العدسة المناسبة ولكنه استطاع عن طريق تركيب العدسات بعضها فوق بعض الحصول على كفاءة للإبصار ليست في استطاعة أية ميكروسكوب مستخدم في ذلك الوقت. ومن بين العدسات التي صنعها واحدة كانت قادرة على تكبير الأشياء 270 مرة. وهناك ما يدل على أنه صنع عدسات ذات قدرة على تكبير الأشياء أكثر من ذلك. كان ليفنهوك رجلاً صبوراً ومثابراً وقوي الملاحظة، واستطاع بعدساته هذه أن ينظر إلى كثير من المواد ابتداء من شعر الإنسان إلى قطرات الدم وقطرات الماء والحشرات والأنسجة الجلدية والعضلية، وسجل ملاحظاته كلها وبمنتهى العناية، كما أنه قام برسم كل ما شاهده تحت الميكروسكوب.

## المسيرة العلمية
ظل ليفنهوك يراسل الجمعية الملكية البريطانية منذ سنة 1673م وهي الجمعية العلمية الرائدة في العالم كله، وبالرغم من أنه لا يتحدث سوى اللغة الهولندية فقد انتخبوه عضواً بالجمعية عام 1680م، كما أنه أصبح عضواً مراسلاً لأكاديمية العلوم بباريس. والجدير بالذكر أنه أول من اكتشف تركيب الحيوانات المنوية، وأول من وصف كريات الدم الحمراء، وقد عارض نظرية التوالد التلقائي لأشكال الحياة الدنيا. وقدم أدلة كثيرة تؤيد وجهة نظره، وقد أثبت أن البراغيث تتكاثر تماماً كالحشرات ذات الأجنحة.
ولكن أعظم اكتشاف له جاء سنة 1674م عندما سجل أول ملاحظاته عن الميكروبات. وهو يفحص إحدى قطع القماش. عندما رأى كائنات عصوية الشكل، ففي قطرة واحدة للماء اكتشف عالماً قائماً بذاته، عالماً جديداً لا شك فيه، وعلى الرغم من أنه لم يعرف ما الذي اكتشفه بالضبط فإنه أول من أشار إليه، ومع ذلك فإن ما اكتشفه كان له أهمية عظمى في تاريخ البشرية، وهذه الكائنات الصغيرة الكثيرة الأخرى في الإنسان والحيوان، وقد تمكن من العثور على الميكروبات في أماكن كثيرة: في المستنقعات وفي ماء المطر وفي الأفواه وأمعاء الإنسان، واستطاع أن يضيف أنواعاً مختلفة من البكتريا وحسب أحجامها جميعاً. ولم تظهر أهمية وخطورة اكتشاف ليفينهوك هذا إلا عندما ظهر العالم الفرنسي الكبير باستور، أي بعد ذلك بمائتي عام وقد ظل علم الميكروبات نائماً خامداً حتى جاء القرن التاسع عشر الميلادي عندما تطورت أحجام العدسات وتطورت صناعة الميكروسكوب.

## إحتفال محرك جوجل بالذكرى الـ 384 لميلاده

جوجل يحتفل بالذكرى الـ 384 لميلاد العالم أنطوني فان ليفينهوك مخترع المجهر الضوئي.

في يوم 24 أكتوبر 2016 إحتفل محرك جوجل بالذكرى الـ 384 لميلاد العالم أنطوني فان ليفينهوك مخترع المجهر الضوئي.

## وصلات خارجية
- أنطوني فان ليفينهوك على موقع الموسوعة البريطانية (الإنجليزية)
- أنطوني فان ليفينهوك على موقع إن إن دي بي (الإنجليزية)